# Давиденко Марія Іванівна
Марія Іванівна Давиденко (нар. 23 червня 1927, місто Амвросіївка, тепер Донецької області — ?) — українська радянська діячка, новатор виробництва, старша регулювальниця Харківського машинобудівного заводу. Депутат Верховної Ради УРСР 5—6-го скликань.

## Біографія
Народилася у родині робітника. У 1945 році закінчила семирічну школу.
Трудову діяльність розпочала у 1945 році колгоспницею колгоспу «Павших коммунаров» села Благодатного Амвросіївського району Сталінської області. Потім працювала табельницею Зуївської ДРЕС у місті Зугрес Сталінської області. У 1951 році разом із родиною переїхала до міста Харкова.
З 1951 року працювала регулювальницею, старшою регулювальницею точної апаратури Харківського машинобудівного заводу. Виконувала норми виробітку на 250—300%, допомогла оволодіти спеціальністю 30 молодим робітникам. Обиралася депутатом Харківської міської ради депутатів трудящих.
Потім — на пенсії у місті Харкові.